# Bansi (Nepal)
Bansi (nepalski: बाँसी) – gaun wikas samiti w zachodniej części Nepalu w strefie Bheri w dystrykcie Dailekh. Według nepalskiego spisu powszechnego z 2011 roku liczył on 785 gospodarstw domowych i 4005 mieszkańców (2192 kobiety i 1813 mężczyzn).